# Гиздавац
Гиздавац је насељено место у саставу општине Мућ, Сплитско-далматинска жупанија, Република Хрватска.

## Историја
До територијалне реорганизације у Хрватској налазио се у саставу старе општине Солин.

## Становништво
На попису становништва 2011. године, Гиздавац је имао 127 становника.
| Број становника по пописима | Број становника по пописима | Број становника по пописима | Број становника по пописима | Број становника по пописима | Број становника по пописима | Број становника по пописима | Број становника по пописима | Број становника по пописима | Број становника по пописима | Број становника по пописима | Број становника по пописима | Број становника по пописима | Број становника по пописима | Број становника по пописима | Број становника по пописима |
| --------------------------- | --------------------------- | --------------------------- | --------------------------- | --------------------------- | --------------------------- | --------------------------- | --------------------------- | --------------------------- | --------------------------- | --------------------------- | --------------------------- | --------------------------- | --------------------------- | --------------------------- | --------------------------- |
| 1857                        | 1869                        | 1880                        | 1890                        | 1900                        | 1910                        | 1921                        | 1931                        | 1948                        | 1953                        | 1961                        | 1971                        | 1981                        | 1991                        | 2001                        | 2011                        |
| 263                         | 250                         | 250                         | 261                         | 303                         | 336                         | 336                         | 370                         | 308                         | 291                         | 264                         | 165                         | 143                         | 109                         | 101                         | 127                         |

Напомена: У 1991. смањено издвајањем дела подручја које је припојено насељу Пругово (општина Клис), за које и садржи део података од 1857. до 1961.

### Попис1991.
На попису становништва 1991. године, насељено место Гиздавац је имало 109 становника, следећег националног састава:
| Попис 1991.‍ | Попис 1991.‍ | Попис 1991.‍ | Попис 1991.‍ | Попис 1991.‍ |
| ----------- | ----------- | ----------- | ----------- | ----------- |
|             |             |             |             |             |
| Хрвати      | Хрвати      |             | 109         | 100%        |
| укупно: 109 |             |             |             |             |